# Lachlan River (Murrumbidgee River)
Der Lachlan River, benannt nach Lachlan Macquarie, ist ein 1440 km langer Fluss im australischen Bundesstaat New South Wales. 
Er entspringt 13 km östlich von Gunning im Hochland von New South Wales, einem südlichen Ausläufer der Great Dividing Range. Seine bedeutendsten Quellflüsse sind der Belubula River und der Abercrombie River, die in der Nähe von Cowra zufließen, sowie der Morongla Creek.
Der Lake Wyangala bei Cowra wurde gebaut, um den Wasserfluss des Lachlan River zu regulieren. Da der Lachlan River seine Quelle nicht wie die weiter südlich entspringenden Murray River und Murrumbidgee River in den winterlichen Schneefeldern der Australischen Alpen hat und somit die Frühjahrsschmelze ausbleibt, hat er einen unregelmäßigen Wasserlauf.
Die jährliche Abflussmenge reicht von 1 Mio. m³ 1944 bis 10.900 Mio. m³ 1950. In Dürreperioden kann er ganzjährig auch kein Wasser führen, so von April 1944 bis April 1945, bei Murray River und Murrumbidgee River wurde dies seit der europäischen Besiedlung noch nie beobachtet.